# Piotr Budnik
Piotr Budnik (ur. 1916) – polski rolnik, „Sprawiedliwy wśród Narodów Świata”.

## Życiorys
W trakcie II wojny światowej zamieszkiwał we wsi Kaczanówka w dystrykcie Galicja (Generalne Gubernatorstwo). Nieopodal gospodarstwa jego i rodziców zamieszkiwała żydowska rodzina Helrajchów. Gdy w 1941 r. Niemcy przystąpili do planu przesiedlania Żydów do getta w Tarnopolu, znaleźli się w nim także przedstawiciele tej rodziny. Troje z nich: Adelę, Esterę i Zeewę, uratował Piotr Budnik. Było to w 1942 r., gdy Niemcy powzięli decyzję o likwidacji getta i wywiezieniu ocalałych do obozu zagłady w Bełżcu. Budnik wybudował dla nich schronienie w swoim gospodarstwie i przez okres kolejnych kilkunastu miesięcy opiekował się nimi. Było to o tyle trudne zadanie, że Budnik musiał ukrywać fakt obecności dzieci także przed swoimi rodzicami – starszymi ludźmi, którzy nie byli wtajemniczeni. Gdy Zeew i Estera zachorowali na tyfus, przygotował im drugą, specjalną kryjówkę w lesie, i tam ich doglądał. Zaraził się wtedy od dzieci i sam zachorował. Przeżył wojnę, podobnie jak jego podopieczni. Później poślubił Adelę, z którą wyemigrował do Izraela.
28 października 1966 r. Instytut Jad Waszem uhonorował Piotra Budnika medalem „Sprawiedliwy wśród Narodów Świata”.